# Liste der Mitglieder des 6. Europäischen Parlamentes
- VEL/NGL: 41
- SPE: 200
- G/EFA: 42
- ALDE: 88
- NI: 29
- EVP-ED: 268
- I/D: 37
- UEN: 27

Hier sind alle 785 Mitglieder des 6. Europäischen Parlamentes von 2004 bis 2009 nach Fraktionszugehörigkeit verzeichnet. Vertreten sind die Länder Belgien (24), Bulgarien (18), Dänemark (14), Deutschland (99), Estland (6), Finnland (14), Frankreich (78), Griechenland (24), Irland (13), Italien (78), Lettland (9), Litauen (13), Luxemburg (6), Malta (5), die Niederlande (27), Österreich (18), Polen (54), Portugal (24), Rumänien (35), Schweden (19), Slowakei (14), Slowenien (7), Spanien (54), Tschechien (24), Ungarn (24), das Vereinigte Königreich (78) und Zypern (6).
Die Wahl fand zwischen dem 10. Juni und 13. Juni in den 25 Mitgliedstaaten an einem bzw. zwei von vier festgelegten Wahltagen statt. Die Wahlbeteiligung lag europaweit durchschnittlich bei 45,0 %, die höchste Wahlbeteiligung war in Belgien mit 90,81 %, die niedrigste mit 16,66 % in der Slowakei.
Im Januar 2007 kamen die zunächst provisorisch bestimmten Abgeordneten der neuen EU-Mitgliedstaaten Bulgarien und Rumänien hinzu; im Laufe des Jahres 2007 fanden Wahlen statt.
Für weitere Details siehe Europawahl 2004.

## Fraktion der Europäischen Volkspartei und europäischen Demokraten (EVP-ED)
Die Fraktion der Europäischen Volkspartei (Christdemokraten) und europäischer Demokraten hatte 277 Mitglieder. Vorsitzender war Joseph Daul.
| Name                                  | Partei   | Fraktion | Staat                  | Anmerkung                                                                                      |
| ------------------------------------- | -------- | -------- | ---------------------- | ---------------------------------------------------------------------------------------------- |
| Gabriele Albertini                    | FI       | EVP-ED   | Italien                |                                                                                                |
| Roberta Alma Anastase                 | PD       | EVP-ED   | Rumänien               |                                                                                                |
| Laima Liucija Andrikienė              | TS       | EVP-ED   | Litauen                |                                                                                                |
| Alfredo Antoniozzi                    | FI       | EVP-ED   | Italien                |                                                                                                |
| Richard Ashworth                      | Cons     | EVP-ED   | Vereinigtes Königreich |                                                                                                |
| Sir Robert Atkins                     | Cons     | EVP-ED   | Vereinigtes Königreich |                                                                                                |
| Jean-Pierre Audy                      | UMP      | EVP-ED   | Frankreich             | Nachgerückt am 11. Juni 2005                                                                   |
| María del Pilar Ayuso González        | PP       | EVP-ED   | Spanien                |                                                                                                |
| Roselyne Bachelot-Narquin             | UMP      | EVP-ED   | Frankreich             |                                                                                                |
| Etelka Barsi-Pataky                   | Fidesz   | EVP-ED   | Ungarn                 |                                                                                                |
| Edit Bauer                            | MKP      | EVP-ED   | Slowakei               |                                                                                                |
| Christopher Beazley                   | Cons     | EVP-ED   | Vereinigtes Königreich |                                                                                                |
| Zsolt László Becsey                   | Fidesz   | EVP-ED   | Ungarn                 |                                                                                                |
| Ivo Belet                             | CDV/N-VA | EVP-ED   | Belgien                |                                                                                                |
| Rolf Berend                           | CDU      | EVP-ED   | Deutschland            |                                                                                                |
| Reimer Böge                           | CDU      | EVP-ED   | Deutschland            |                                                                                                |
| Vito Bonsignore                       | UDC      | EVP-ED   | Italien                |                                                                                                |
| John Bowis                            | Cons     | EVP-ED   | Vereinigtes Königreich |                                                                                                |
| Philip Bradbourn                      | Cons     | EVP-ED   | Vereinigtes Königreich |                                                                                                |
| Iles Braghetto                        | UDC      | EVP-ED   | Italien                | Nachgerückt am 28. Juli 2005                                                                   |
| Mihael Brejc                          | SKS      | EVP-ED   | Slowenien              |                                                                                                |
| Frieda Brepoels                       | CDV/N-VA | EVP-ED   | Belgien                |                                                                                                |
| Jan Březina                           | KDU-CSL  | EVP-ED   | Tschechien             |                                                                                                |
| Elmar Brok                            | CDU      | EVP-ED   | Deutschland            |                                                                                                |
| Renato Brunetta                       | FI       | EVP-ED   | Italien                |                                                                                                |
| Colm Burke                            | FG       | EVP-ED   | Irland                 | Nachgerückt am 19. Juni 2007                                                                   |
| Philip Bushill-Matthews               | Cons     | EVP-ED   | Vereinigtes Königreich |                                                                                                |
| Simon Busuttil                        | PN       | EVP-ED   | Malta                  |                                                                                                |
| Jerzy Buzek                           | PO       | EVP-ED   | Polen                  |                                                                                                |
| Milan Cabrnoch                        | ODS      | EVP-ED   | Tschechien             |                                                                                                |
| Martin Callanan                       | Cons     | EVP-ED   | Vereinigtes Königreich |                                                                                                |
| Giorgio Carollo                       | FI       | EVP-ED   | Italien                |                                                                                                |
| David Casa                            | PN       | EVP-ED   | Malta                  |                                                                                                |
| Carlo Casini                          | UDC      | EVP-ED   | Italien                | Nachgerückt am 8. Mai 2006                                                                     |
| Daniel Caspary                        | CDU      | EVP-ED   | Deutschland            |                                                                                                |
| Giuseppe Castiglione                  | FI       | EVP-ED   | Italien                |                                                                                                |
| Pilar del Castillo Vera               | PP       | EVP-ED   | Spanien                |                                                                                                |
| Charlotte Cederschiöld                | M        | EVP-ED   | Schweden               |                                                                                                |
| Lorenzo Cesa                          | UDC      | EVP-ED   | Italien                | Ausgeschieden im Mai 2006                                                                      |
| Giles Chichester                      | Cons     | EVP-ED   | Vereinigtes Königreich |                                                                                                |
| Zdzisław Kazimierz Chmielewski        | PO       | EVP-ED   | Polen                  |                                                                                                |
| Paolo Cirino Pomicino                 | AP-UDEUR | EVP-ED   | Italien                | Ausgeschieden im Mai 2006                                                                      |
| Carlos Coelho                         | PSD      | EVP-ED   | Portugal               |                                                                                                |
| Simon Coveney                         | FG       | EVP-ED   | Irland                 | Ausgeschieden am 10. Juni 2007                                                                 |
| Joseph Daul                           | UMP      | EVP-ED   | Frankreich             |                                                                                                |
| Antonio de Blasio                     | Fidesz   | EVP-ED   | Ungarn                 | Nachgerückt am 31. Juli 2006                                                                   |
| Jean-Luc Dehaene                      | CDV/N-VA | EVP-ED   | Belgien                |                                                                                                |
| Panayiotis Demetriou                  | DISY     | EVP-ED   | Zypern                 |                                                                                                |
| Marie-Hélène Descamps                 | UMP      | EVP-ED   | Frankreich             |                                                                                                |
| Albert Deß                            | CSU      | EVP-ED   | Deutschland            |                                                                                                |
| Nirj Deva                             | Cons     | EVP-ED   | Vereinigtes Königreich |                                                                                                |
| Christine de Veyrac                   | UMP      | EVP-ED   | Frankreich             |                                                                                                |
| Agustín Díaz de Mera García Consuegra | PP       | EVP-ED   | Spanien                |                                                                                                |
| Giorgos Dimitrakopoulos               | ND       | EVP-ED   | Griechenland           |                                                                                                |
| Konstantin Dimitrow                   | DSB      | EVP-ED   | Bulgarien              | Beobachter bis 2007                                                                            |
| Martin Dimitrow                       | SDS      | EVP-ED   | Bulgarien              | Beobachter bis 2007                                                                            |
| Filip Dimitrow                        | SDS      | EVP-ED   | Bulgarien              | Beobachter bis 2007                                                                            |
| Armando Dionisi                       | UDC      | EVP-ED   | Italien                | Ausgeschieden am 27. April 2006                                                                |
| Valdis Dombrovskis                    | JL       | EVP-ED   | Lettland               |                                                                                                |
| Bert Doorn                            | CDA      | EVP-ED   | Niederlande            |                                                                                                |
| Den Dover                             | Cons     | EVP-ED   | Vereinigtes Königreich |                                                                                                |
| Avril Doyle                           | FG       | EVP-ED   | Irland                 |                                                                                                |
| Petr Duchoň                           | ODS      | EVP-ED   | Tschechien             |                                                                                                |
| Árpád Duka-Zólyomi                    | MKP      | EVP-ED   | Slowakei               |                                                                                                |
| Michl Ebner                           | SVP      | EVP-ED   | Italien                |                                                                                                |
| Jan Christian Ehler                   | CDU      | EVP-ED   | Deutschland            |                                                                                                |
| James Elles                           | Cons     | EVP-ED   | Vereinigtes Königreich |                                                                                                |
| Maria da Assunção Esteves             | PSD      | EVP-ED   | Portugal               |                                                                                                |
| Camiel Eurlings                       | CDA      | EVP-ED   | Niederlande            |                                                                                                |
| Jonathan Evans                        | Cons     | EVP-ED   | Vereinigtes Königreich |                                                                                                |
| Hynek Fajmon                          | ODS      | EVP-ED   | Tschechien             |                                                                                                |
| Carlo Fatuzzo                         | PP       | EVP-ED   | Italien                |                                                                                                |
| Markus Ferber                         | CSU      | EVP-ED   | Deutschland            |                                                                                                |
| Fernando Fernández Martín             | PP       | EVP-ED   | Spanien                |                                                                                                |
| Christofer Fjellner                   | M        | EVP-ED   | Schweden               |                                                                                                |
| Karl-Heinz Florenz                    | CDU      | EVP-ED   | Deutschland            |                                                                                                |
| Nicole Fontaine                       | UMP      | EVP-ED   | Frankreich             |                                                                                                |
| Carmen Fraga Estévez                  | PP       | EVP-ED   | Spanien                |                                                                                                |
| Duarte Freitas                        | PSD      | EVP-ED   | Portugal               |                                                                                                |
| Ingo Friedrich                        | CSU      | EVP-ED   | Deutschland            |                                                                                                |
| Michael Gahler                        | CDU      | EVP-ED   | Deutschland            |                                                                                                |
| Kinga Gál                             | Fidesz   | EVP-ED   | Ungarn                 |                                                                                                |
| Milan Gaľa                            | SDKÚ     | EVP-ED   | Slowakei               |                                                                                                |
| Gerardo Galeote Quecedo               | PP       | EVP-ED   | Spanien                |                                                                                                |
| Ovidiu Ganț                           | FDGR     | EVP-ED   | Rumänien               | Ausgeschieden am 9. Dezember 2007                                                              |
| José García-Margallo y Marfil         | PP       | EVP-ED   | Spanien                |                                                                                                |
| Giuseppe Gargani                      | FI       | EVP-ED   | Italien                |                                                                                                |
| Salvador Garriga Polledo              | PP       | EVP-ED   | Spanien                |                                                                                                |
| Patrick Gaubert                       | UMP      | EVP-ED   | Frankreich             |                                                                                                |
| Jean-Paul Gauzès                      | UMP      | EVP-ED   | Frankreich             |                                                                                                |
| Jas Gawronski                         | FI       | EVP-ED   | Italien                |                                                                                                |
| Roland Gewalt                         | CDU      | EVP-ED   | Deutschland            | nachgerückt am 27. Oktober 2005 für Ingo Schmitt                                               |
| Ioannis Gklavakis                     | ND       | EVP-ED   | Griechenland           |                                                                                                |
| Béla Glattfelder                      | Fidesz   | EVP-ED   | Ungarn                 |                                                                                                |
| Lutz Goepel                           | CDU      | EVP-ED   | Deutschland            |                                                                                                |
| Alfred Gomolka                        | CDU      | EVP-ED   | Deutschland            |                                                                                                |
| Luis de Grandes Pascual               | PP       | EVP-ED   | Spanien                |                                                                                                |
| Ingeborg Gräßle                       | CDU      | EVP-ED   | Deutschland            |                                                                                                |
| Vasco Graça Moura                     | PSD      | EVP-ED   | Portugal               |                                                                                                |
| Mathieu Grosch                        | CSP      | EVP-ED   | Belgien                |                                                                                                |
| Françoise Grossetête                  | UMP      | EVP-ED   | Frankreich             |                                                                                                |
| Ambroise Guellec                      | UMP      | EVP-ED   | Frankreich             |                                                                                                |
| Cristina Gutiérrez-Cortines           | PP       | EVP-ED   | Spanien                |                                                                                                |
| András Gyürk                          | Fidesz   | EVP-ED   | Ungarn                 |                                                                                                |
| Małgorzata Handzlik                   | PO       | EVP-ED   | Polen                  |                                                                                                |
| Daniel Hannan                         | Cons     | EVP-ED   | Vereinigtes Königreich |                                                                                                |
| Malcolm Harbour                       | Cons     | EVP-ED   | Vereinigtes Königreich |                                                                                                |
| Konstantinos Hatzidakis               | ND       | EVP-ED   | Griechenland           |                                                                                                |
| Christopher Heaton-Harris             | Cons     | EVP-ED   | Vereinigtes Königreich |                                                                                                |
| Erna Hennicot-Schoepges               | CSV      | EVP-ED   | Luxemburg              |                                                                                                |
| María Esther Herranz García           | PP       | EVP-ED   | Spanien                |                                                                                                |
| Luis Herrero-Tejedor Algar            | PP       | EVP-ED   | Spanien                |                                                                                                |
| Ruth Hieronymi                        | CDU      | EVP-ED   | Deutschland            |                                                                                                |
| Jim Higgins                           | FG       | EVP-ED   | Irland                 |                                                                                                |
| Gunnar Hökmark                        | M        | EVP-ED   | Schweden               |                                                                                                |
| Karsten Friedrich Hoppenstedt         | CDU      | EVP-ED   | Deutschland            |                                                                                                |
| Ján Hudacký                           | KDH      | EVP-ED   | Slowakei               |                                                                                                |
| Jana Hybášková                        | SNK ED   | EVP-ED   | Tschechien             |                                                                                                |
| Monica Maria Iacob-Ridzi              | PD       | EVP-ED   | Rumänien               |                                                                                                |
| Anna Ibrisagic                        | M        | EVP-ED   | Schweden               |                                                                                                |
| Ville Itälä                           | Kok      | EVP-ED   | Finnland               |                                                                                                |
| Carlos José Iturgaiz Angulo           | PP       | EVP-ED   | Spanien                |                                                                                                |
| Caroline Jackson                      | Cons     | EVP-ED   | Vereinigtes Königreich |                                                                                                |
| Stanisław Jałowiecki                  | PO       | EVP-ED   | Polen                  |                                                                                                |
| Lívia Járóka                          | Fidesz   | EVP-ED   | Ungarn                 |                                                                                                |
| Georg Jarzembowski                    | CDU      | EVP-ED   | Deutschland            |                                                                                                |
| Elisabeth Jeggle                      | CDU      | EVP-ED   | Deutschland            |                                                                                                |
| Romana Jordan Cizelj                  | SKS      | EVP-ED   | Slowenien              |                                                                                                |
| Filip Andrzej Kaczmarek               | PO       | EVP-ED   | Polen                  |                                                                                                |
| Syed Kamall                           | Cons     | EVP-ED   | Vereinigtes Königreich | Nachgerückt am 12. Mai 2005                                                                    |
| Othmar Karas                          | ÖVP      | EVP-ED   | Österreich             |                                                                                                |
| Ioannis Kasoulides                    | DISY     | EVP-ED   | Zypern                 |                                                                                                |
| Piia-Noora Kauppi                     | Kok      | EVP-ED   | Finnland               |                                                                                                |
| Tunne Kelam                           | IL       | EVP-ED   | Estland                |                                                                                                |
| Atilla Béla Ladislau Kelemen          | UDMR     | EVP-ED   | Rumänien               | Ausgeschieden am 9. Dezember 2007                                                              |
| Timothy Kirkhope                      | Cons     | EVP-ED   | Vereinigtes Königreich |                                                                                                |
| Ewa Klamt                             | CDU      | EVP-ED   | Deutschland            |                                                                                                |
| Christa Klaß                          | CDU      | EVP-ED   | Deutschland            |                                                                                                |
| Bogdan Klich                          | PO       | EVP-ED   | Polen                  |                                                                                                |
| Dieter-Lebrecht Koch                  | CDU      | EVP-ED   | Deutschland            |                                                                                                |
| Christoph Konrad                      | CDU      | EVP-ED   | Deutschland            |                                                                                                |
| Sándor Kónya-Hamar                    | UDMR     | EVP-ED   | Rumänien               | ausgeschieden am 9. Dezember 2007                                                              |
| Eija-Riitta Korhola                   | Kok      | EVP-ED   | Finnland               |                                                                                                |
| Rodi Kratsa-Tsagaropoulou             | ND       | EVP-ED   | Griechenland           |                                                                                                |
| Barbara Kudrycka                      | PO       | EVP-ED   | Polen                  |                                                                                                |
| Aldis Kušķis                          | JL       | EVP-ED   | Lettland               |                                                                                                |
| Alain Lamassoure                      | UMP      | EVP-ED   | Frankreich             |                                                                                                |
| Vytautas Landsbergis                  | TS       | EVP-ED   | Litauen                |                                                                                                |
| Werner Langen                         | CDU      | EVP-ED   | Deutschland            |                                                                                                |
| Raymond Langendries                   | Cdh      | EVP-ED   | Belgien                |                                                                                                |
| Armin Laschet                         | CDU      | EVP-ED   | Deutschland            | ausgeschieden am 29. Juni 2005                                                                 |
| Kurt Joachim Lauk                     | CDU      | EVP-ED   | Deutschland            |                                                                                                |
| Kurt Lechner                          | CDU      | EVP-ED   | Deutschland            |                                                                                                |
| Klaus-Heiner Lehne                    | CDU      | EVP-ED   | Deutschland            |                                                                                                |
| Peter Liese                           | CDU      | EVP-ED   | Deutschland            |                                                                                                |
| Janusz Lewandowski                    | PO       | EVP-ED   | Polen                  |                                                                                                |
| Antonio López-Istúriz White           | PP       | EVP-ED   | Spanien                |                                                                                                |
| Raffaele Lombardo                     | UDC      | EVP-ED   | Italien                |                                                                                                |
| Astrid Lulling                        | CSV      | EVP-ED   | Luxemburg              |                                                                                                |
| Albert Jan Maat                       | CDA      | EVP-ED   | Niederlande            |                                                                                                |
| Thomas Mann                           | CDU      | EVP-ED   | Deutschland            |                                                                                                |
| Mario Mantovani                       | FI       | EVP-ED   | Italien                |                                                                                                |
| Marian-Jean Marinescu                 | PD       | EVP-ED   | Rumänien               |                                                                                                |
| Maria Martens                         | CDA      | EVP-ED   | Niederlande            |                                                                                                |
| Sérgio Marques                        | PSD      | EVP-ED   | Portugal               |                                                                                                |
| Véronique Mathieu                     | UMP      | EVP-ED   | Frankreich             |                                                                                                |
| Ana Mato Adrover                      | PP       | EVP-ED   | Spanien                |                                                                                                |
| Yiannakis Matsis                      | GtE      | EVP-ED   | Zypern                 |                                                                                                |
| Mario Mauro                           | FI       | EVP-ED   | Italien                |                                                                                                |
| Manolis Mavrommatis                   | ND       | EVP-ED   | Griechenland           |                                                                                                |
| Hans-Peter Mayer                      | CDU      | EVP-ED   | Deutschland            |                                                                                                |
| Jaime Mayor Oreja                     | PP       | EVP-ED   | Spanien                |                                                                                                |
| Mairead McGuinness                    | FG       | EVP-ED   | Irland                 |                                                                                                |
| Edward McMillan-Scott                 | Cons     | EVP-ED   | Vereinigtes Königreich |                                                                                                |
| Íñigo Méndez de Vigo                  | PP       | EVP-ED   | Spanien                |                                                                                                |
| Gay Mitchell                          | FG       | EVP-ED   | Irland                 |                                                                                                |
| Miroslav Mikolášik                    | KDH      | EVP-ED   | Slowakei               |                                                                                                |
| Francisco José Millán Mon             | PP       | EVP-ED   | Spanien                |                                                                                                |
| Nikolaj Mladenow                      | SDS      | EVP-ED   | Bulgarien              |                                                                                                |
| Cristóbal Montoro Romero              | PP       | EVP-ED   | Spanien                |                                                                                                |
| Francesco Musotto                     | FI       | EVP-ED   | Italien                |                                                                                                |
| Hartmut Nassauer                      | CDU      | EVP-ED   | Deutschland            |                                                                                                |
| James Frederick Nicholson             | UUP      | EVP-ED   | Vereinigtes Königreich |                                                                                                |
| Angelika Niebler                      | CSU      | EVP-ED   | Deutschland            |                                                                                                |
| Lambert van Nistelrooij               | CDA      | EVP-ED   | Niederlande            |                                                                                                |
| Ljudmila Novak                        | NSi      | EVP-ED   | Slowenien              |                                                                                                |
| Péter Olajos                          | MDF      | EVP-ED   | Ungarn                 |                                                                                                |
| Jan Olbrycht                          | PO       | EVP-ED   | Polen                  |                                                                                                |
| Ria Oomen-Ruijten                     | CDA      | EVP-ED   | Niederlande            |                                                                                                |
| Csaba Őry                             | Fidesz   | EVP-ED   | Ungarn                 |                                                                                                |
| Miroslav Ouzký                        | ODS      | EVP-ED   | Tschechien             |                                                                                                |
| Doris Pack                            | CDU      | EVP-ED   | Deutschland            |                                                                                                |
| István Pálfi                          | Fidesz   | EVP-ED   | Ungarn                 |                                                                                                |
| Maria Panayotopoulos-Kassiotou        | ND       | EVP-ED   | Griechenland           |                                                                                                |
| Georgios Papastamkos                  | ND       | EVP-ED   | Griechenland           |                                                                                                |
| Neil Parish                           | Cons     | EVP-ED   | Vereinigtes Königreich |                                                                                                |
| Aldo Patriciello                      | UDC      | EVP-ED   | Italien                | Nachgerückt am 8. Mai 2006                                                                     |
| Lojze Peterle                         | NSi      | EVP-ED   | Slowenien              |                                                                                                |
| Maria Petre                           | PD       | EVP-ED   | Rumänien               |                                                                                                |
| Markus Pieper                         | CDU      | EVP-ED   | Deutschland            |                                                                                                |
| Rihards Pīks                          | TP       | EVP-ED   | Lettland               |                                                                                                |
| João de Deus Pinheiro                 | PSD      | EVP-ED   | Portugal               |                                                                                                |
| Hubert Pirker                         | ÖVP      | EVP-ED   | Österreich             | Nachgerückt am 1. Februar 2006                                                                 |
| Paweł Bartłomiej Piskorski            | PO       | EVP-ED   | Polen                  |                                                                                                |
| Zita Pleštinská                       | SDKÚ     | EVP-ED   | Slowakei               |                                                                                                |
| Jacek Protasiewicz                    | PO       | EVP-ED   | Polen                  |                                                                                                |
| Guido Podestà                         | FI       | EVP-ED   | Italien                |                                                                                                |
| Hans-Gert Pöttering                   | CDU      | EVP-ED   | Deutschland            |                                                                                                |
| José Javier Pomés Ruiz                | UPN      | EVP-ED   | Spanien                |                                                                                                |
| Horst Posdorf                         | CDU      | EVP-ED   | Deutschland            | nachgerückt am 24. Oktober 2005 für Jürgen Zimmerling                                          |
| Bernd Posselt                         | CSU      | EVP-ED   | Deutschland            |                                                                                                |
| John Purvis                           | SCP      | EVP-ED   | Vereinigtes Königreich |                                                                                                |
| Luís Queiró                           | CDS-PP   | EVP-ED   | Portugal               |                                                                                                |
| Godelieve Quisthoudt-Rowohl           | CDU      | EVP-ED   | Deutschland            |                                                                                                |
| Reinhard Rack                         | ÖVP      | EVP-ED   | Österreich             |                                                                                                |
| Alexander Radwan                      | CSU      | EVP-ED   | Deutschland            |                                                                                                |
| Herbert Reul                          | CDU      | EVP-ED   | Deutschland            |                                                                                                |
| José Ribeiro e Castro                 | CDS-PP   | EVP-ED   | Portugal               |                                                                                                |
| Zuzana Roithová                       | KDU-CSL  | EVP-ED   | Tschechien             |                                                                                                |
| Paul Rübig                            | ÖVP      | EVP-ED   | Österreich             |                                                                                                |
| Luisa Fernanda Rudi Ubeda             | PP       | EVP-ED   | Spanien                |                                                                                                |
| Tokia Saïfi                           | UMP      | EVP-ED   | Frankreich             |                                                                                                |
| José Salafranca Sánchez-Neira         | PP       | EVP-ED   | Spanien                |                                                                                                |
| Andonis Samaras                       | ND       | EVP-ED   | Griechenland           | ausgeschieden am 25. September 2007; für ihn rückte am 1. Oktober 2007 Margaritis Schinas nach |
| Amalia Sartori                        | FI       | EVP-ED   | Italien                |                                                                                                |
| Jacek Saryusz-Wolski                  | PO       | EVP-ED   | Polen                  |                                                                                                |
| Rumjana Schelewa                      | GERB     | EVP-ED   | Bulgarien              | seit 2007                                                                                      |
| Agnes Schierhuber                     | ÖVP      | EVP-ED   | Österreich             |                                                                                                |
| Margaritis Schinas                    | ND       | EVP-ED   | Griechenland           | nachgerückt am 1. Oktober 2007 für Andonis Samaras                                             |
| Ingo Schmitt                          | CDU      | EVP-ED   | Deutschland            | ausgeschieden am 17. Oktober 2005                                                              |
| Pál Schmitt                           | Fidesz   | EVP-ED   | Ungarn                 |                                                                                                |
| Horst Schnellhardt                    | CDU      | EVP-ED   | Deutschland            |                                                                                                |
| György Schöpflin                      | Fidesz   | EVP-ED   | Ungarn                 |                                                                                                |
| Jürgen Schröder                       | CDU      | EVP-ED   | Deutschland            |                                                                                                |
| Andreas Schwab                        | CDU      | EVP-ED   | Deutschland            |                                                                                                |
| Richard Seeber                        | ÖVP      | EVP-ED   | Österreich             |                                                                                                |
| Gitte Seeberg                         | CLA      | EVP-ED   | Dänemark               | Parteiwechsel am 7. Mai 2007                                                                   |
| Czesław Adam Siekierski               | PSL      | EVP-ED   | Polen                  |                                                                                                |
| José Albino Silva Peneda              | PSD      | EVP-ED   | Portugal               |                                                                                                |
| Nina Škottová                         | ODS      | EVP-ED   | Tschechien             |                                                                                                |
| Stefan Sofijanski                     | DSB      | EVP-ED   | Bulgarien              | Beobachter bis 2007                                                                            |
| Renate Sommer                         | CDU      | EVP-ED   | Deutschland            |                                                                                                |
| Bogusław Sonik                        | PO       | EVP-ED   | Polen                  |                                                                                                |
| Csaba Sógor                           | UDMR     | EVP-ED   | Rumänien               |                                                                                                |
| Jean Spautz                           | CSV      | EVP-ED   | Luxemburg              |                                                                                                |
| Peter Šťastný                         | SDKÚ     | EVP-ED   | Slowakei               |                                                                                                |
| Gabriele Stauner                      | CSU      | EVP-ED   | Deutschland            | nachgerückt am 18. Januar 2006 für Joachim Wuermeling                                          |
| Ursula Stenzel                        | ÖVP      | EVP-ED   | Österreich             |                                                                                                |
| Ivo Strejček                          | ODS      | EVP-ED   | Tschechien             |                                                                                                |
| Struan Stevenson                      | SCP      | EVP-ED   | Vereinigtes Königreich |                                                                                                |
| Alexander Stubb                       | Kok      | EVP-ED   | Finnland               |                                                                                                |
| Robert Sturdy                         | Cons     | EVP-ED   | Vereinigtes Königreich |                                                                                                |
| Margie Sudre                          | UMP      | EVP-ED   | Frankreich             |                                                                                                |
| David Sumberg                         | Cons     | EVP-ED   | Vereinigtes Königreich |                                                                                                |
| László Surján                         | Fidesz   | EVP-ED   | Ungarn                 |                                                                                                |
| Károly Ferenc Szabó                   | UDMR     | EVP-ED   | Rumänien               |                                                                                                |
| József Szájer                         | Fidesz   | EVP-ED   | Ungarn                 |                                                                                                |
| Antonio Tajani                        | FI       | EVP-ED   | Italien                |                                                                                                |
| Charles Tannock                       | Cons     | EVP-ED   | Vereinigtes Königreich |                                                                                                |
| Marianne Thyssen                      | CDV/N-VA | EVP-ED   | Belgien                |                                                                                                |
| Radu Țîrle                            | PD       | EVP-ED   | Rumänien               |                                                                                                |
| Jacques Toubon                        | UMP      | EVP-ED   | Frankreich             |                                                                                                |
| Antonis Trakatellis                   | ND       | EVP-ED   | Griechenland           |                                                                                                |
| Thomas Ulmer                          | CDU      | EVP-ED   | Deutschland            |                                                                                                |
| Wladimir Urutschew                    | GERB     | EVP-ED   | Bulgarien              | seit 2007                                                                                      |
| Nikolaos Vakalis                      | ND       | EVP-ED   | Griechenland           |                                                                                                |
| Geoffrey Van Orden                    | Cons     | EVP-ED   | Vereinigtes Königreich |                                                                                                |
| Daniel Varela Suanzes-Carpegna        | PP       | EVP-ED   | Spanien                |                                                                                                |
| Ioannis Varvitsiotis                  | ND       | EVP-ED   | Griechenland           |                                                                                                |
| Ari Vatanen                           | UMP      | EVP-ED   | Frankreich             |                                                                                                |
| Armando Veneto                        | AP-UDEUR | EVP-ED   | Italien                | Nachgerückt am 8. Mai 2006                                                                     |
| Riccardo Ventre                       | FI       | EVP-ED   | Italien                |                                                                                                |
| Marcello Vernola                      | FI       | EVP-ED   | Italien                |                                                                                                |
| Alejo Vidal-Quadras Roca              | PP       | EVP-ED   | Spanien                |                                                                                                |
| Theresa Villiers                      | Cons     | EVP-ED   | Vereinigtes Königreich | Ausgeschieden am 10. Mai 2005                                                                  |
| Oldřich Vlasák                        | ODS      | EVP-ED   | Tschechien             |                                                                                                |
| Dominique Vlasto                      | UMP      | EVP-ED   | Frankreich             |                                                                                                |
| Manfred Weber                         | CSU      | EVP-ED   | Deutschland            |                                                                                                |
| Anja Weisgerber                       | CSU      | EVP-ED   | Deutschland            |                                                                                                |
| Rainer Wieland                        | CDU      | EVP-ED   | Deutschland            |                                                                                                |
| Anders Wijkman                        | KD       | EVP-ED   | Schweden               |                                                                                                |
| Iuliu Winkler                         | UDMR     | EVP-ED   | Rumänien               | Nachgerückt am 10. Dezember 2007                                                               |
| Karl von Wogau                        | CDU      | EVP-ED   | Deutschland            |                                                                                                |
| Corien Wortmann-Kool                  | CDA      | EVP-ED   | Niederlande            |                                                                                                |
| Joachim Wuermeling                    | CSU      | EVP-ED   | Deutschland            | ausgeschieden am 18. Dezember 2005                                                             |
| Anna Záborská                         | KDH      | EVP-ED   | Slowakei               |                                                                                                |
| Jan Zahradil                          | ODS      | EVP-ED   | Tschechien             |                                                                                                |
| Zbigniew Zaleski                      | PO       | EVP-ED   | Polen                  |                                                                                                |
| Stefano Zappalà                       | FI       | EVP-ED   | Italien                |                                                                                                |
| Tomáš Zatloukal                       | SNK ED   | EVP-ED   | Tschechien             |                                                                                                |
| Josef Zieleniec                       | SNK ED   | EVP-ED   | Tschechien             |                                                                                                |
| Jürgen Zimmerling                     | CDU      | EVP-ED   | Deutschland            | nachgerückt am 6. Juli 2005 für Armin Laschet, † 8. Oktober 2005                               |
| Jaroslav Zvěřina                      | ODS      | EVP-ED   | Tschechien             |                                                                                                |
| Tadeusz Zwiefka                       | PO       | EVP-ED   | Polen                  |                                                                                                |

## Sozialdemokratische Fraktion im Europäischen Parlament (SPE)
Die Sozialdemokratische Fraktion im Europäischen Parlament hatte 218 Mitglieder. Vorsitzender war Martin Schulz.
| Name                                   | Partei | Fraktion | Nation                 | Anmerkung                                                    |
| -------------------------------------- | ------ | -------- | ---------------------- | ------------------------------------------------------------ |
| Jan Andersson                          | SAP    | SPE      | Schweden               |                                                              |
| Kader Arif                             | PS     | SPE      | Frankreich             |                                                              |
| Stavros Arnaoutakis                    | PASOK  | SPE      | Griechenland           |                                                              |
| Francisco Assis                        | PS     | SPE      | Portugal               |                                                              |
| Alexandru Athanasiu                    | PSD    | SPE      | Rumänien               |                                                              |
| John Attard-Montalto                   | PL     | SPE      | Malta                  |                                                              |
| Inés Ayala Sender                      | PSOE   | SPE      | Spanien                |                                                              |
| Maria Badia i Cutchet                  | PSC    | SPE      | Spanien                |                                                              |
| Enrique Barón Crespo                   | PSOE   | SPE      | Spanien                |                                                              |
| Katerina Batzeli                       | PASOK  | SPE      | Griechenland           |                                                              |
| Panagiotis Beglitis                    | PASOK  | SPE      | Griechenland           |                                                              |
| Monika Beňová                          | Smer   | SPE      | Slowakei               |                                                              |
| Pervenche Berès                        | PS     | SPE      | Frankreich             |                                                              |
| Margrietus van den Berg                | PvdA   | SPE      | Niederlande            |                                                              |
| Maria Berger                           | SPÖ    | SPE      | Österreich             | Ausgeschieden am 10. Januar 2007                             |
| Giovanni Berlinguer                    | DS     | SPE      | Italien                |                                                              |
| Thijs Berman                           | PvdA   | SPE      | Niederlande            |                                                              |
| Pier Luigi Bersani                     | DS     | SPE      | Italien                | Ausgeschieden am 27. April 2006                              |
| Glenn Bedingfield                      | PL     | SPE      | Malta                  | Nachgerückt am 24. Oktober 2008                              |
| Georgi Blisnaschki                     | KFB    | SPE      | Bulgarien              |                                                              |
| Guy Bono                               | PS     | SPE      | Frankreich             |                                                              |
| Josep Borrell Fontelles                | PSOE   | SPE      | Spanien                |                                                              |
| Herbert Bösch                          | SPÖ    | SPE      | Österreich             |                                                              |
| Catherine Boursier                     | PS     | SPE      | Frankreich             | im Mai 2008 für Adeline Hazan nachgerückt                    |
| Bernadette Bourzai                     | PS     | SPE      | Frankreich             |                                                              |
| Emine Bozkurt                          | PvdA   | SPE      | Niederlande            |                                                              |
| Mercedes Bresso                        | DS     | SPE      | Italien                | Ausgeschieden am 24. Mai 2005                                |
| Wolfgang Bulfon                        | SPÖ    | SPE      | Österreich             | Nachgerückt am 18. Januar 2007                               |
| Udo Bullmann                           | SPD    | SPE      | Deutschland            |                                                              |
| Ieke van den Burg                      | PvdA   | SPE      | Niederlande            |                                                              |
| Philippe Busquin                       | PS     | SPE      | Belgien                | Nachgerückt am 13. September 2004                            |
| Joan Calabuig Rull                     | PSOE   | SPE      | Spanien                | Abgeordneter bis zum 31. März 2008                           |
| Luis Manuel Capoulas Santos            | PS     | SPE      | Portugal               |                                                              |
| Marie-Arlette Carlotti                 | PS     | SPE      | Frankreich             |                                                              |
| Carlos Carnero González                | PSOE   | SPE      | Spanien                | Abgeordneter bis zum 27. Mai 2009                            |
| Paulo Casaca                           | PS     | SPE      | Portugal               |                                                              |
| Michael Cashman                        | Labour | SPE      | Vereinigtes Königreich |                                                              |
| Françoise Castex                       | PS     | SPE      | Frankreich             |                                                              |
| Alejandro Cercas                       | PSOE   | SPE      | Spanien                |                                                              |
| Mladen Petrov Chervenyakov             | KFB    | SPE      | Bulgarien              |                                                              |
| Ole Christensen                        | A      | SPE      | Dänemark               |                                                              |
| Richard Corbett                        | Labour | SPE      | Vereinigtes Königreich |                                                              |
| Dorette Corbey                         | PvdA   | SPE      | Niederlande            |                                                              |
| Giovanna Corda                         | PS     | SPE      | Belgien                | Nachgerückt am 3. September 2007 für Marc Tarabella          |
| Titus Corlățean                        | PSD    | SPE      | Rumänien               |                                                              |
| Fausto Correia                         | PS     | SPE      | Portugal               | am 9. Oktober 2007 verstorben                                |
| António Costa                          | PS     | SPE      | Portugal               | Ausgeschieden am 11. März 2005                               |
| Jean-Louis Cottigny                    | PS     | SPE      | Frankreich             |                                                              |
| Corina Crețu                           | PSD    | SPE      | Rumänien               |                                                              |
| Gabriela Crețu                         | PSD    | SPE      | Rumänien               |                                                              |
| Massimo D’Alema                        | DS     | SPE      | Italien                | Ausgeschieden am 27. April 2006                              |
| Harlem Désir                           | PS     | SPE      | Frankreich             |                                                              |
| Véronique De Keyser                    | PS     | SPE      | Belgien                |                                                              |
| Ottaviano Del Turco                    | SDI    | SPE      | Italien                | Ausgeschieden am 1. Mai 2005                                 |
| Proinsias De Rossa                     | Labour | SPE      | Irland                 |                                                              |
| Mia De Vits                            | SPA    | SPE      | Belgien                |                                                              |
| Rosa Díez González                     | PSOE   | SPE      | Spanien                | Abgeordnete bis 28. August 2007                              |
| Vasile Dîncu                           | PSD    | SPE      | Rumänien               |                                                              |
| Alexandra Dobolyi                      | MSZP   | SPE      | Ungarn                 |                                                              |
| Brigitte Douay                         | PS     | SPE      | Frankreich             |                                                              |
| Bárbara Dührkop Dührkop                | PSOE   | SPE      | Spanien                |                                                              |
| Garrelt Duin                           | SPD    | SPE      | Deutschland            | Ausgeschieden am 17. Oktober 2005                            |
| Cristian Dumitrescu                    | PSD    | SPE      | Rumänien               |                                                              |
| Saïd El Khadraoui                      | SPA    | SPE      | Belgien                |                                                              |
| Edite Estrela                          | PS     | SPE      | Portugal               |                                                              |
| Harald Ettl                            | SPÖ    | SPE      | Österreich             |                                                              |
| Robert Evans                           | Labour | SPE      | Vereinigtes Königreich |                                                              |
| Richard Falbr                          | ČSSD   | SPE      | Tschechien             |                                                              |
| Claudio Fava                           | DS     | SPE      | Italien                |                                                              |
| Szabolcs Fazakas                       | MSZP   | SPE      | Ungarn                 |                                                              |
| Anne Ferreira                          | PS     | SPE      | Frankreich             |                                                              |
| Elisa Ferreira                         | PS     | SPE      | Portugal               |                                                              |
| Glyn Ford                              | Labour | SPE      | Vereinigtes Königreich |                                                              |
| Jean-Claude Fruteau                    | PS     | SPE      | Frankreich             | im Juni 2007 aus dem Parlament ausgeschieden                 |
| Iratxe García Pérez                    | PSOE   | SPE      | Spanien                |                                                              |
| Evelyne Gebhardt                       | SPD    | SPE      | Deutschland            |                                                              |
| Lidia Geringer de Oedenberg            | SLD-UP | SPE      | Polen                  |                                                              |
| Adam Gierek                            | SLD-UP | SPE      | Polen                  |                                                              |
| Neena Gill                             | Labour | SPE      | Vereinigtes Königreich |                                                              |
| Norbert Glante                         | SPD    | SPE      | Deutschland            |                                                              |
| Robert Goebbels                        | LSAP   | SPE      | Luxemburg              |                                                              |
| Bogdan Golik                           | SRP    | SPE      | Polen                  |                                                              |
| Ana Maria Gomes                        | PS     | SPE      | Portugal               |                                                              |
| Donata Gottardi                        | DS     | SPE      | Italien                | Seit 8. Mai 2006                                             |
| Genowefa Grabowska                     | SDPL   | SPE      | Polen                  |                                                              |
| Louis Grech                            | PL     | SPE      | Malta                  |                                                              |
| Lissy Gröner                           | SPD    | SPE      | Deutschland            |                                                              |
| Matthias Groote                        | SPD    | SPE      | Deutschland            | Nachgerückt am 26. Oktober 2005                              |
| Lilli Gruber                           | Ind    | SPE      | Italien                |                                                              |
| Zita Gurmai                            | MSZP   | SPE      | Ungarn                 |                                                              |
| Catherine Guy-Quint                    | PS     | SPE      | Frankreich             |                                                              |
| Benoît Hamon                           | PS     | SPE      | Frankreich             |                                                              |
| Klaus Hänsch                           | SPD    | SPE      | Deutschland            |                                                              |
| Gábor Harangozó                        | MSZP   | SPE      | Ungarn                 |                                                              |
| Joel Hasse Ferreira                    | PS     | SPE      | Portugal               | Nachgerückt am 12. März 2005                                 |
| Jutta Haug                             | SPD    | SPE      | Deutschland            |                                                              |
| Adeline Hazan                          | PS     | SPE      | Frankreich             | im Mai 2008 ausgeschieden                                    |
| Anna Hedh                              | SAP    | SPE      | Schweden               |                                                              |
| Ewa Hedkvist Petersen                  | SAP    | SPE      | Schweden               | Ausgeschieden am 31. Januar 2007                             |
| Gyula Hegyi                            | MSZP   | SPE      | Ungarn                 |                                                              |
| Edit Herczog                           | MSZP   | SPE      | Ungarn                 |                                                              |
| Mary Honeyball                         | Labour | SPE      | Vereinigtes Königreich |                                                              |
| Richard Howitt                         | Labour | SPE      | Vereinigtes Königreich |                                                              |
| Stephen Hughes                         | Labour | SPE      | Vereinigtes Königreich |                                                              |
| Alain Hutchinson                       | PS     | SPE      | Belgien                |                                                              |
| Toomas Hendrik Ilves                   | SDE    | SPE      | Estland                | Ausgeschieden am 8. Oktober 2006                             |
| Emanuel Jardim Fernandes               | PS     | SPE      | Portugal               |                                                              |
| Karin Jöns                             | SPD    | SPE      | Deutschland            |                                                              |
| Dan Jørgensen                          | A      | SPE      | Dänemark               |                                                              |
| Heinz Kindermann                       | SPD    | SPE      | Deutschland            |                                                              |
| Glenys Kinnock                         | Labour | SPE      | Vereinigtes Königreich |                                                              |
| Ewgeni Kirilow                         | KFB    | SPE      | Bulgarien              |                                                              |
| Constanze Angela Krehl                 | SPD    | SPE      | Deutschland            |                                                              |
| Wolfgang Kreissl-Dörfler               | SPD    | SPE      | Deutschland            |                                                              |
| Henrik Dam Kristensen                  | A      | SPE      | Dänemark               | Ausgeschieden am 14. Oktober 2006                            |
| Magda Kósáné Kovács                    | MSZP   | SPE      | Ungarn                 |                                                              |
| Miloš Koterec                          | Smer   | SPE      | Slowakei               |                                                              |
| Wiesław Kuc                            | SRP    | SPE      | Polen                  |                                                              |
| Helmut Kuhne                           | SPD    | SPE      | Deutschland            |                                                              |
| André Laignel                          | PS     | SPE      | Frankreich             |                                                              |
| Stavros Lambrinidis                    | PASOK  | SPE      | Griechenland           |                                                              |
| Vincenzo Lavarra                       | DS     | SPE      | Italien                | Nachgerückt am 24. Mai 2005                                  |
| Stéphane Le Foll                       | PS     | SPE      | Frankreich             |                                                              |
| Lasse Lehtinen                         | SDP    | SPE      | Finnland               |                                                              |
| Jörg Leichtfried                       | SPÖ    | SPE      | Österreich             |                                                              |
| Jo Leinen                              | SPD    | SPE      | Deutschland            |                                                              |
| Katalin Lévai                          | MSZP   | SPE      | Ungarn                 |                                                              |
| Bogusław Liberadzki                    | SLD-UP | SPE      | Polen                  |                                                              |
| Marie-Noëlle Lienemann                 | PS     | SPE      | Frankreich             |                                                              |
| Pia Elda Locatelli                     | SDI    | SPE      | Italien                |                                                              |
| Marusya Lyubcheva                      | KFB    | SPE      | Bulgarien              |                                                              |
| Jamila Madeira                         | PS     | SPE      | Portugal               |                                                              |
| Miguel Angel Martínez Martínez         | PSOE   | SPE      | Spanien                |                                                              |
| Vladimír Maňka                         | SDL'   | SPE      | Slowakei               |                                                              |
| Erika Mann                             | SPD    | SPE      | Deutschland            |                                                              |
| David Martin                           | Labour | SPE      | Vereinigtes Königreich |                                                              |
| Antonio Masip Hidalgo                  | PSOE   | SPE      | Spanien                |                                                              |
| Edith Mastenbroek                      | PvdA   | SPE      | Niederlande            |                                                              |
| Maria Matsouka                         | PASOK  | SPE      | Griechenland           |                                                              |
| Linda McAvan                           | Labour | SPE      | Vereinigtes Königreich |                                                              |
| Arlene McCarthy                        | Labour | SPE      | Vereinigtes Königreich |                                                              |
| Manuel Medina Ortega                   | PSOE   | SPE      | Spanien                |                                                              |
| Emilio Menéndez del Valle              | PSOE   | SPE      | Spanien                |                                                              |
| Rosa Miguélez Ramos                    | PSOE   | SPE      | Spanien                |                                                              |
| Dan Mihalache                          | PSD    | SPE      | Rumänien               |                                                              |
| Marianne Mikko                         | SDE    | SPE      | Estland                |                                                              |
| Javier Moreno Sánchez                  | PSOE   | SPE      | Spanien                |                                                              |
| Claude Moraes                          | Labour | SPE      | Vereinigtes Königreich |                                                              |
| Eluned Morgan                          | Labour | SPE      | Vereinigtes Königreich |                                                              |
| Pierre Moscovici                       | PS     | SPE      | Frankreich             |                                                              |
| Joseph Muscat                          | PL     | SPE      | Malta                  | Ausgeschieden am 25. September 2008                          |
| Riitta Myller                          | SDP    | SPE      | Finnland               |                                                              |
| Pasqualina Napoletano                  | DS     | SPE      | Italien                |                                                              |
| Robert Navarro                         | PS     | SPE      | Frankreich             |                                                              |
| Catherine Néris                        | PS     | SPE      | Frankreich             | im Juni 2007 nachgerückt für Jean-Claude Fruteau             |
| Raimon Obiols i Germà                  | PSC    | SPE      | Spanien                |                                                              |
| Achille Occhetto                       | Ind    | SPE      | Italien                | Nachgerückt am 8. Mai 2006                                   |
| Vural Öger                             | SPD    | SPE      | Deutschland            |                                                              |
| Reino Paasilinna                       | SDP    | SPE      | Finnland               |                                                              |
| Borut Pahor                            | SD     | SPE      | Slowenien              |                                                              |
| Pier Antonio Panzeri                   | DS     | SPE      | Italien                |                                                              |
| Atanas Paparisow                       | KFB    | SPE      | Bulgarien              |                                                              |
| Ioan Mircea Pașcu                      | PSD    | SPE      | Rumänien               |                                                              |
| Béatrice Patrie                        | PS     | SPE      | Frankreich             |                                                              |
| Vincent Peillon                        | PS     | SPE      | Frankreich             |                                                              |
| Willi Piecyk                           | SPD    | SPE      | Deutschland            |                                                              |
| Józef Pinior                           | SDPL   | SPE      | Polen                  |                                                              |
| Giovanni Pittella                      | DS     | SPE      | Italien                |                                                              |
| Francisca Pleguezuelos Aguilar         | PSOE   | SPE      | Spanien                |                                                              |
| Radu Podgorean                         | PSD    | SPE      | Rumänien               |                                                              |
| Bernard Poignant                       | PS     | SPE      | Frankreich             |                                                              |
| Christa Prets                          | SPÖ    | SPE      | Österreich             |                                                              |
| Bernhard Rapkay                        | SPD    | SPE      | Deutschland            |                                                              |
| Poul Nyrup Rasmussen                   | A      | SPE      | Dänemark               |                                                              |
| Marie-Line Reynaud                     | PS     | SPE      | Frankreich             |                                                              |
| Teresa Riera Madurell                  | PSOE   | SPE      | Spanien                |                                                              |
| Michel Rocard                          | PS     | SPE      | Frankreich             |                                                              |
| Dariusz Rosati                         | SDPL   | SPE      | Polen                  |                                                              |
| Dagmar Roth-Behrendt                   | SPD    | SPE      | Deutschland            |                                                              |
| Mechtild Rothe                         | SPD    | SPE      | Deutschland            |                                                              |
| Libor Rouček                           | ČSSD   | SPE      | Tschechien             |                                                              |
| Martine Roure                          | PS     | SPE      | Frankreich             |                                                              |
| Guido Sacconi                          | DS     | SPE      | Italien                |                                                              |
| Aloyzas Sakalas                        | LSDP   | SPE      | Litauen                |                                                              |
| Katrin Saks                            | SDE    | SPE      | Estland                | Nachgerückt am 9. Oktober 2006                               |
| María Isabel Salinas García            | PSOE   | SPE      | Spanien                | Ausgeschieden am 4. Mai 2009                                 |
| Antolín Sánchez Presedo                | PSOE   | SPE      | Spanien                |                                                              |
| Michele Santoro                        | Ind    | SPE      | Italien                | Ausgeschieden am 13. November 2005                           |
| Manuel António dos Santos              | PS     | SPE      | Portugal               |                                                              |
| Daciana Octavia Sârbu                  | PSD    | SPE      | Rumänien               |                                                              |
| Gilles Savary                          | PS     | SPE      | Frankreich             |                                                              |
| Christel Schaldemose                   | A      | SPE      | Dänemark               | Nachgerückt am 15. Oktober 2006                              |
| Pierre Schapira                        | PS     | SPE      | Frankreich             |                                                              |
| Karin Scheele                          | SPÖ    | SPE      | Österreich             |                                                              |
| Martin Schulz                          | SPD    | SPE      | Deutschland            |                                                              |
| Inger Segelström                       | SAP    | SPE      | Schweden               |                                                              |
| Adrian Severin                         | PSD    | SPE      | Rumänien               |                                                              |
| Nikolaos Sifounakis                    | PASOK  | SPE      | Griechenland           |                                                              |
| Brian Simpson                          | Labour | SPE      | Vereinigtes Königreich | Nachgerückt am 28. August 2006                               |
| Marek Maciej Siwiec                    | SLD-UP | SPE      | Polen                  |                                                              |
| Peter Skinner                          | Labour | SPE      | Vereinigtes Königreich |                                                              |
| María Sornosa Martínez                 | PSOE   | SPE      | Spanien                |                                                              |
| Catherine Stihler                      | Labour | SPE      | Vereinigtes Königreich |                                                              |
| Ulrich Stockmann                       | SPD    | SPE      | Deutschland            |                                                              |
| Hannes Swoboda                         | SPÖ    | SPE      | Österreich             |                                                              |
| Andrzej Szejna                         | SLD-UP | SPE      | Polen                  |                                                              |
| Csaba Sándor Tabajd                    | MSZP   | SPE      | Ungarn                 |                                                              |
| Marc Tarabella                         | PS     | SPE      | Belgien                | Nachgerückt am 9. August 2004 Ausgeschieden am 19. Juli 2007 |
| Andres Tarand                          | SDE    | SPE      | Estland                |                                                              |
| Britta Thomsen                         | A      | SPE      | Dänemark               |                                                              |
| Silvia-Adriana Țicău                   | PSD    | SPE      | Rumänien               |                                                              |
| Gary Titley                            | Labour | SPE      | Vereinigtes Königreich |                                                              |
| Catherine Trautmann                    | PS     | SPE      | Frankreich             |                                                              |
| Evangelia Tzampazi                     | PASOK  | SPE      | Griechenland           |                                                              |
| Justas Vincas Paleckis                 | LSDP   | SPE      | Litauen                |                                                              |
| Sérgio Sousa Pinto                     | PS     | SPE      | Portugal               |                                                              |
| María Elena Valenciano Martínez-Orozco | PSOE   | SPE      | Spanien                |                                                              |
| Anne Van Lancker                       | SPA    | SPE      | Belgien                |                                                              |
| Yannick Vaugrenard                     | PS     | SPE      | Frankreich             |                                                              |
| Bernadette Vergnaud                    | PS     | SPE      | Frankreich             |                                                              |
| Kristian Wigenin                       | KFB    | SPE      | Bulgarien              |                                                              |
| Marta Vincenzi                         | DS     | SPE      | Italien                |                                                              |
| Ralf Walter                            | SPD    | SPE      | Deutschland            |                                                              |
| Henri Weber                            | PS     | SPE      | Frankreich             |                                                              |
| Barbara Weiler                         | SPD    | SPE      | Deutschland            |                                                              |
| Åsa Westlund                           | SAP    | SPE      | Schweden               |                                                              |
| Phillip Whitehead                      | Labour | SPE      | Vereinigtes Königreich | Ausgeschieden am 31. Dezember 2005                           |
| Jan Marinus Wiersma                    | PvdA   | SPE      | Niederlande            |                                                              |
| Glenis Willmott                        | Labour | SPE      | Vereinigtes Königreich | Nachgerückt am 1. Januar 2006 für Phillip Whitehead          |
| Terence Wynn                           | Labour | SPE      | Vereinigtes Königreich | Ausgeschieden am 27. August 2006                             |
| Marilisa Xenogiannakopoulou            | PASOK  | SPE      | Griechenland           |                                                              |
| Luis Yáñez-Barnuevo García             | PSOE   | SPE      | Spanien                |                                                              |
| Mauro Zani                             | DS     | SPE      | Italien                |                                                              |
| Nicola Zingaretti                      | DS     | SPE      | Italien                |                                                              |

## Fraktion der Allianz der Liberalen und Demokraten für Europa (ALDE)
Die Fraktion der Allianz der Liberalen und Demokraten für Europa hatte 106 Mitglieder. Vorsitzender war Graham Watson.
| Name                                                       | Partei    | Fraktion | Nation                 | Anmerkung |
| ---------------------------------------------------------- | --------- | -------- | ---------------------- | --- |
| Nedschmi Ali                                               | DPS       | ALDE     | Bulgarien              | |
| Alexander Nuno Pickart Alvaro                              | FDP       | ALDE     | Deutschland            | |
| Georgs Andrejevs                                           | LC        | ALDE     | Lettland               | |
| Alfonso Andria                                             | DL        | ALDE     | Italien                | |
| Elspeth Attwooll                                           | SLD       | ALDE     | Vereinigtes Königreich | |
| Tiberiu Bărbulețiu                                         | PNL       | ALDE     | Rumänien               | Ausgeschieden am 9. Dezember 2007                                                                                 |
| Jean Marie Beaupuy                                         | UDF       | ALDE     | Frankreich             | |
| Šarūnas Birutis                                            | DP        | ALDE     | Litauen                | |
| Emma Bonino                                                | LB        | ALDE     | Italien                | Ausgeschieden am 27. April 2006                                                                                   |
| Jean-Louis Bourlanges                                      | UDF       | ALDE     | Frankreich             | |
| Sharon Margaret Bowles                                     | LibDem    | ALDE     | Vereinigtes Königreich | Nachgerückt am 12. Mai 2005 für Christopher Hune                                                                  |
| Danutė Budreikaitė                                         | DP        | ALDE     | Litauen                | |
| Niels Busk                                                 | V         | ALDE     | Dänemark               | |
| Marco Cappato                                              | LB        | ALDE     | Italien                | Nachgerückt am 8. Mai 2006                                                                                        |
| Maria Carlshamre                                           | FL        | ALDE     | Schweden               | |
| Jean-Marie Cavada                                          | UDF       | ALDE     | Frankreich             | |
| Jorgo Chatzimarkakis                                       | FDP       | ALDE     | Deutschland            | |
| Giulietto Chiesa                                           | IdV       | ALDE     | Italien                | |
| Christina Christova                                        | NDSV      | ALDE     | Bulgarien              | |
| Silvia Ciornei                                             | PC        | ALDE     | Rumänien               | Ausgeschieden am 9. Dezember 2007                                                                                 |
| Adrian Mihai Cioroianu                                     | PNL       | ALDE     | Rumänien               | Ausgeschieden am 2. April 2007                                                                                    |
| Luigi Cocilovo                                             | DL        | ALDE     | Italien                | |
| Thierry Cornillet                                          | UDF       | ALDE     | Frankreich             | |
| Dumitru Gheorghe Mircea Coșea                              | PNL       | ALDE     | Rumänien               | Ausgeschieden am 9. Dezember 2007                                                                                 |
| Paolo Costa                                                | DL        | ALDE     | Italien                | |
| Magor Imre Csibi                                           | PNL       | ALDE     | Rumänien               | Nachgerückt am 10. Dezember 2007                                                                                  |
| Chris Davies (Politiker, 1954)                             | LibDem    | ALDE     | Vereinigtes Königreich | |
| Daniel Dăianu                                              | PNL       | ALDE     | Rumänien               | Nachgerückt am 10. Dezember 2007                                                                                  |
| Arūnas Degutis                                             | DP        | ALDE     | Litauen                | |
| Gábor Demszky                                              | SZDSZ     | ALDE     | Ungarn                 | Ausgeschieden am 28. Oktober 2004                                                                                 |
| Gérard Deprez                                              | MR        | ALDE     | Belgien                | |
| Marielle de Sarnez                                         | UDF       | ALDE     | Frankreich             | |
| Jolanta Dičkutė                                            | DP        | ALDE     | Litauen                | |
| Antonio Di Pietro                                          | IdV       | ALDE     | Italien                | Ausgeschieden am 27. April 2006                                                                                   |
| Mojca Drčar Murko                                          | LDS       | ALDE     | Slowenien              | |
| Andrew Duff                                                | LibDem    | ALDE     | Vereinigtes Königreich | |
| Antoine Duquesne                                           | MR        | ALDE     | Belgien                | |
| Lena Ek                                                    | C         | ALDE     | Schweden               | |
| Janelly Fourtou                                            | UDF       | ALDE     | Frankreich             | |
| Bronisław Geremek                                          | PD        | ALDE     | Polen                  | |
| Eugenijus Gentvilas                                        | LiCS      | ALDE     | Litauen                | |
| Claire Gibault                                             | UDF       | ALDE     | Frankreich             | |
| Nathalie Griesbeck                                         | UDF       | ALDE     | Frankreich             | |
| Ignasi Guardans Cambó                                      | CDC       | ALDE     | Spanien                | Ausgeschieden am 22. April 2009                                                                                   |
| Fiona Hall                                                 | LibDem    | ALDE     | Vereinigtes Königreich | |
| Marian Harkin                                              | parteilos | ALDE     | Irland                 | |
| Eduard Raul Hellvig                                        | PC        | ALDE     | Rumänien               | Ausgeschieden am 9. Dezember 2007                                                                                 |
| Jeanine Hennis-Plasschaert                                 | VVD       | ALDE     | Niederlande            | |
| Christopher Huhne                                          | LibDem    | ALDE     | Vereinigtes Königreich | Ausgeschieden am 10. Mai 2005                                                                                     |
| Filis Chusmenowa                                           | DPS       | ALDE     | Bulgarien              | |
| Stanimir Iltschew                                          | NDSV      | ALDE     | Bulgarien              | |
| Sophie in ’t Veld                                          | D66       | ALDE     | Niederlande            | |
| Anneli Jäätteenmäki                                        | Kesk      | ALDE     | Finnland               | |
| Anne Elisabet Jensen                                       | V         | ALDE     | Dänemark               | |
| Ona Juknevičienė                                           | DP        | ALDE     | Litauen                | |
| Jelko Kacin                                                | LDS       | ALDE     | Slowenien              | |
| Sajjad Karim                                               | LibDem    | ALDE     | Vereinigtes Königreich | |
| Tschetin Kasak                                             | DPS       | ALDE     | Bulgarien              | |
| Metin Kasak                                                | DPS       | ALDE     | Bulgarien              | |
| Wolf Klinz                                                 | FDP       | ALDE     | Deutschland            | |
| Silvana Koch-Mehrin                                        | FDP       | ALDE     | Deutschland            | |
| Holger Krahmer                                             | FDP       | ALDE     | Deutschland            | |
| Jan Kułakowski                                             | PD        | ALDE     | Polen                  | |
| Alexander Graf Lambsdorff                                  | FDP       | ALDE     | Deutschland            | |
| Anne Laperrouze                                            | UDF       | ALDE     | Frankreich             | |
| Henrik Lax                                                 | RKP       | ALDE     | Finnland               | |
| Bernard Lehideux                                           | UDF       | ALDE     | Frankreich             | |
| Enrico Letta                                               | DL        | ALDE     | Italien                | Ausgeschieden am 27. April 2006                                                                                   |
| Andrea Losco                                               | L’Ulivo   | ALDE     | Italien                | Nachgerückt am 8. Mai 2006                                                                                        |
| Sarah Ludford                                              | LibDem    | ALDE     | Vereinigtes Königreich | |
| Elizabeth Lynne                                            | LibDem    | ALDE     | Vereinigtes Königreich | |
| Jules Maaten                                               | VVD       | ALDE     | Niederlande            | |
| Cecilia Malmström                                          | FL        | ALDE     | Schweden               | Nachgerückt am 5. Oktober 2006                                                                                    |
| Toine Manders                                              | VVD       | ALDE     | Niederlande            | |
| Marios Matsakis                                            | DIKO      | ALDE     | Zypern                 | |
| Cecilia Malmström                                          | FL        | ALDE     | Schweden               | |
| Viktória Mohácsi                                           | SZDSZ     | ALDE     | Ungarn                 | Nachgerückt am 29. November 2004 für Gábor Demszky                                                                |
| Philippe Morillon                                          | UDF       | ALDE     | Frankreich             | |
| Alexandru Ioan Morțun                                      | PNL       | ALDE     | Rumänien               | Ausgeschieden am 9. Dezember 2007                                                                                 |
| Jan Mulder                                                 | VVD       | ALDE     | Niederlande            | |
| Bill Newton Dunn                                           | LibDem    | ALDE     | Vereinigtes Königreich | |
| Annemie Neyts-Uyttebroeck                                  | VLD       | ALDE     | Belgien                | |
| Emma Harriet Nicholson, Baroness Nicholson of Winterbourne | LibDem    | ALDE     | Vereinigtes Königreich | |
| Janusz Onyszkiewicz                                        | PD        | ALDE     | Polen                  | |
| Josu Ortuondo Larrea                                       | EAJ-PNV   | ALDE     | Spanien                | |
| Siiri Oviir                                                | KESK      | ALDE     | Estland                | |
| Marco Pannella                                             | LB        | ALDE     | Italien                | |
| Wladko Panajotow                                           | DPS       | ALDE     | Bulgarien              | Seit 2007 |
| Antonija Parwanowa                                         | NDSV      | ALDE     | Bulgarien              | Seit 2007 |
| Lapo Pistelli                                              | DL        | ALDE     | Italien                | |
| Samuli Pohjamo                                             | Kesk      | ALDE     | Finnland               | Nachgerückt am 23. April 2007 für Paavo Väyrynen                                                                  |
| Lydie Polfer                                               | DP        | ALDE     | Luxemburg              | |
| Giovanni Procacci                                          | DL        | ALDE     | Italien                | Ausgeschieden am 27. April 2006                                                                                   |
| Vittorio Prodi                                             | DL        | ALDE     | Italien                | |
| Karin Resetarits                                           | LIF       | ALDE     | Österreich             | Wechselte am 8. Juni 2005 von den Fraktionslosen zur Fraktion der Allianz der Liberalen und Demokraten für Europa |
| Frédérique Ries                                            | MR        | ALDE     | Belgien                | |
| Karin Riis-Jørgensen                                       | V         | ALDE     | Dänemark               | |
| Anders Samuelsen                                           | RVLA      | ALDE     | Dänemark               | Parteiwechsel am 7. Mai 2007                                                                                      |
| Toomas Savi                                                | RE        | ALDE     | Estland                | |
| Luciana Sbarbat                                            | MRE       | ALDE     | Italien                | |
| Olle Schmidt                                               | FL        | ALDE     | Schweden               | Nachgerückt am 19. Oktober 2006                                                                                   |
| Willem Schuth                                              | FDP       | ALDE     | Deutschland            | |
| Gheorghe Vergil Șerbu                                      | PNL       | ALDE     | Rumänien               | Ausgeschieden am 9. Dezember 2007                                                                                 |
| Lidia Schoulewa                                            | NDSV      | ALDE     | Bulgarien              | |
| Ovidiu Ioan Silaghi                                        | PNL       | ALDE     | Rumänien               | Ausgeschieden am 2. April 2007                                                                                    |
| Grażyna Staniszewska                                       | PD        | ALDE     | Polen                  | |
| Margarita Starkevičiūtė                                    | LiCS      | ALDE     | Litauen                | |
| Dirk Sterckx                                               | VLD       | ALDE     | Belgien                | |
| Gianluca Susta                                             | DL        | ALDE     | Italien                | Nachgerückt am 8. Mai 2006                                                                                        |
| István Szent-Iványi                                        | SZDSZ     | ALDE     | Ungarn                 | |
| Hannu Takkula                                              | Kesk      | ALDE     | Finnland               | |
| Patrizia Toia                                              | DL        | ALDE     | Italien                | |
| Adina Vălean                                               | PNL       | ALDE     | Rumänien               | Ausgeschieden am 9. Dezember 2007                                                                                 |
| Johan Van Hecke                                            | VLD       | ALDE     | Belgien                | |
| Paavo Väyrynen                                             | Kesk      | ALDE     | Finnland               | Ausgeschieden am 18. April 2007                                                                                   |
| Donato Tommaso Veraldi                                     | DL        | ALDE     | Italien                | Nachgerückt am 8. Mai 2006                                                                                        |
| Kyösti Virrankoski                                         | Kesk      | ALDE     | Finnland               | |
| Diana Wallis                                               | LibDem    | ALDE     | Vereinigtes Königreich | |
| Graham Watson                                              | LibDem    | ALDE     | Vereinigtes Königreich | |
| Renate Weber                                               | PNL       | ALDE     | Rumänien               | Nachgerückt am 10. Dezember 2007                                                                                  |

## Fraktion Union für das Europa der Nationen (UEN)
Die Fraktion der Union für das Europa der Nationen hatte 44 Mitglieder. Vorsitzende zu gleichen Teilen waren Cristiana Muscardini und Brian Crowley.
| Name                       | Partei     | Fraktion | Nation   | Anmerkung                                           |
| -------------------------- | ---------- | -------- | -------- | --------------------------------------------------- |
| Roberta Angelilli          | AN         | UEN      | Italien  |                                                     |
| Liam Aylward               | FF         | UEN      | Irland   |                                                     |
| Sergio Berlato             | AN         | UEN      | Italien  |                                                     |
| Adam Jerzy Bielan          | PiS        | UEN      | Polen    |                                                     |
| Mario Borghezio            | LN         | UEN      | Italien  |                                                     |
| Umberto Bossi              | LN         | UEN      | Italien  | Nachgerückt am 8. November 2006                     |
| Mogens Camre               | DF         | UEN      | Dänemark |                                                     |
| Brian Crowley              | FF         | UEN      | Irland   |                                                     |
| Marek Aleksander Czarnecki | SRP        | UEN      | Polen    |                                                     |
| Ryszard Czarnecki          | SRP        | UEN      | Polen    |                                                     |
| Gintaras Didžiokas         | TT         | UEN      | Litauen  |                                                     |
| Alessandro Foglietta       | AN         | UEN      | Italien  |                                                     |
| Hanna Foltyn-Kubicka       | PiS        | UEN      | Polen    | Nachgerückt am 7. Dezember 2005                     |
| Anna Elżbieta Fotyga       | PiS        | UEN      | Polen    | Ausgeschieden am 22. November 2005                  |
| Gian Paolo Gobbo           | LN         | UEN      | Italien  | Nachgerückt am 8. November 2006                     |
| Dariusz Maciej Grabowski   | LPR        | UEN      | Polen    |                                                     |
| Mieczysław Edmund Janowski | PiS        | UEN      | Polen    |                                                     |
| Michał Tomasz Kamiński     | PiS        | UEN      | Polen    |                                                     |
| Guntars Krasts             | TB/LNNK    | UEN      | Lettland |                                                     |
| Ģirts Valdis Kristovskis   | TB/LNNK    | UEN      | Lettland |                                                     |
| Wiesław Stefan Kuc         | SRP        | UEN      | Polen    |                                                     |
| Zbigniew Kuźmiuk           | PSL        | UEN      | Polen    |                                                     |
| Romano Maria la Russa      | AN         | UEN      | Italien  |                                                     |
| Marcin Libicki             | PiS        | UEN      | Polen    |                                                     |
| Eugenijus Maldeikis        | TT         | UEN      | Litauen  | Nachgerückt am 11. Mai 2006 für Rolandas Pavilionis |
| Jan Tadeusz Masiel         | SRP        | UEN      | Polen    |                                                     |
| Cristiana Muscardini       | AN         | UEN      | Italien  |                                                     |
| Sebastiano Musumeci        | AS         | UEN      | Italien  |                                                     |
| Seán Ó Neachtain           | FF         | UEN      | Irland   |                                                     |
| Rolandas Pavilionis        | TT         | UEN      | Litauen  | Ausgeschieden am 10. Mai 2006                       |
| Bogdan Pęk                 | LPR        | UEN      | Polen    |                                                     |
| Mirosław Piotrowski        | LPR        | UEN      | Polen    |                                                     |
| Umberto Pirilli            | AN         | UEN      | Italien  |                                                     |
| Zdzisław Podkański         | PSL        | UEN      | Polen    |                                                     |
| Adriana Poli Bortone       | AN         | UEN      | Italien  |                                                     |
| Bogusław Rogalski          | LPR        | UEN      | Polen    |                                                     |
| Wojciech Roszkowski        | PiS        | UEN      | Polen    |                                                     |
| Leopold Józef Rutowicz     | SRP        | UEN      | Polen    |                                                     |
| Eoin Ryan                  | FF         | UEN      | Irland   |                                                     |
| Matteo Salvini             | LN         | UEN      | Italien  |                                                     |
| Francesco Speroni          | LN         | UEN      | Italien  |                                                     |
| Konrad Szymański           | PiS        | UEN      | Polen    |                                                     |
| Salvatore Tatarella        | AN         | UEN      | Italien  |                                                     |
| Inese Vaidere              | TB/LNNK    | UEN      | Lettland |                                                     |
| Lars Wohlin                | Junilistan | UEN      | Schweden |                                                     |
| Janusz Wojciechowski       | PSL        | UEN      | Polen    |                                                     |
| Andrzej Zapałowski         | LPR        | UEN      | Polen    | Nachgerückt am 12. Juli 2005                        |
| Roberts Zīle               | TB/LNNK    | UEN      | Lettland |                                                     |

## Die Grünen/Europäische Freie Allianz im Europäischen Parlament (Grüne/EFA)
Die Fraktion Die Grünen/Europäische Freie Allianz im Europäischen Parlament hatte 43 Mitglieder. Gleichberechtigte Vorsitzende waren Monica Frassoni und Daniel Cohn-Bendit.
| Name                                   | Partei    | Fraktion  | Nation                 | Anmerkung                  |
| -------------------------------------- | --------- | --------- | ---------------------- | -------------------------- |
| Margrete Auken                         | SF        | Grüne/EFA | Dänemark               |                            |
| Marie-Hélène Aubert                    | Verts     | Grüne/EFA | Frankreich             |                            |
| Angelika Beer                          | Grüne     | Grüne/EFA | Deutschland            |                            |
| Jean-Luc Bennahmias                    | MoDem     | Grüne/EFA | Frankreich             |                            |
| Paul van Buitenen                      | ET        | Grüne/EFA | Niederlande            |                            |
| Hiltrud Breyer                         | Grüne     | Grüne/EFA | Deutschland            |                            |
| Kathalijne Maria Buitenweg             | GL        | Grüne/EFA | Niederlande            |                            |
| Daniel Marc Cohn-Bendit                | Grüne     | Grüne/EFA | Deutschland            | Ko-Fraktionsvorsitzender   |
| Michael Cramer                         | Grüne     | Grüne/EFA | Deutschland            |                            |
| Jill Evans                             | Plaid     | Grüne/EFA | Vereinigtes Königreich |                            |
| Monica Frassoni                        | FdV       | Grüne/EFA | Italien                | Ko-Fraktionsvorsitzende    |
| Hélène Flautre                         | Verts     | Grüne/EFA | Frankreich             |                            |
| Friedrich-Wilhelm Graefe zu Baringdorf | Grüne     | Grüne/EFA | Deutschland            |                            |
| Elly de Groen-Kouwenhoven              | ET        | Grüne/EFA | Niederlande            |                            |
| David Hammerstein Mintz                | Verdes    | Grüne/EFA | Spanien                |                            |
| Rebecca Harms                          | Grüne     | Grüne/EFA | Deutschland            |                            |
| Satu Hassi                             | Vihr      | Grüne/EFA | Finnland               |                            |
| Ian Hudghton                           | SNP       | Grüne/EFA | Vereinigtes Königreich |                            |
| Milan Horáček                          | Grüne     | Grüne/EFA | Deutschland            |                            |
| Mikel Irujo Amezaga                    | EA        | Grüne/EFA | Spanien                | Nachgerückt im Juni 2007   |
| Marie Anne Isler Béguin                | Verts     | Grüne/EFA | Frankreich             |                            |
| Bernat Joan i Marí                     | ERC       | Grüne/EFA | Spanien                | Ausgeschieden im Juni 2007 |
| Pierre Jonckheer                       | Ecolo     | Grüne/EFA | Belgien                |                            |
| Gisela Kallenbach                      | Grüne     | Grüne/EFA | Deutschland            |                            |
| Sepp Kusstatscher                      | FdV       | Grüne/EFA | Italien                |                            |
| Joost Lagendijk                        | GL        | Grüne/EFA | Niederlande            |                            |
| Jean Lambert                           | GPEW      | Grüne/EFA | Vereinigtes Königreich |                            |
| Eva Lichtenberger                      | GRÜNE     | Grüne/EFA | Österreich             |                            |
| Alain Lipietz                          | Verts     | Grüne/EFA | Frankreich             |                            |
| Caroline Lucas                         | GPEW      | Grüne/EFA | Vereinigtes Königreich |                            |
| Cem Özdemir                            | Grüne     | Grüne/EFA | Deutschland            |                            |
| Gérard Onesta                          | Verts     | Grüne/EFA | Frankreich             |                            |
| Raül Romeva Rueda                      | ICV       | Grüne/EFA | Spanien                |                            |
| Heide Rühle                            | Grüne     | Grüne/EFA | Deutschland            |                            |
| Carl Schlyter                          | MP        | Grüne/EFA | Schweden               |                            |
| Frithjof Schmidt                       | Grüne     | Grüne/EFA | Deutschland            |                            |
| Elisabeth Schroedter                   | Grüne     | Grüne/EFA | Deutschland            |                            |
| Alyn Smith                             | SNP       | Grüne/EFA | Vereinigtes Königreich |                            |
| Bart Staes                             | Groen!    | Grüne/EFA | Belgien                |                            |
| László Tőkés                           | parteilos | Grüne/EFA | Rumänien               |                            |
| Helga Trüpel                           | Grüne     | Grüne/EFA | Deutschland            |                            |
| Claude Turmes                          | Gréng     | Grüne/EFA | Luxemburg              |                            |
| Johannes Voggenhuber                   | GRÜNE     | Grüne/EFA | Österreich             |                            |
| Tatjana Ždanoka                        | LKS       | Grüne/EFA | Lettland               |                            |

## Konföderale Fraktion der Vereinigten Europäischen Linken (VEL/NGL)
Die Konföderale Fraktion der Vereinigten Europäischen Linken/Nordische Grüne Linke hatte 41 Mitglieder. Vorsitzender war Francis Wurtz.
| Name                       | Partei | Fraktion | Nation                 | Anmerkung                                  |
| -------------------------- | ------ | -------- | ---------------------- | ------------------------------------------ |
| Adamos Adamou              | AKEL   | VEL/NGL  | Zypern                 |                                            |
| Vittorio Agnoletto         | PRC    | VEL/NGL  | Italien                |                                            |
| Vincenzo Aita              | PRC    | VEL/NGL  | Italien                | Nachgerückt am 19. Juni 2006               |
| Fausto Bertinotti          | PRC    | VEL/NGL  | Italien                | Ausgeschieden am 27. April 2006            |
| André Brie                 | Linke  | VEL/NGL  | Deutschland            |                                            |
| Bairbre de Brún            | SF     | VEL/NGL  | Vereinigtes Königreich |                                            |
| Giusto Catania             | PRC    | VEL/NGL  | Italien                |                                            |
| Ilda Figueiredo            | PCP    | VEL/NGL  | Portugal               |                                            |
| Věra Flasarová             | KSCM   | VEL/NGL  | Tschechien             |                                            |
| Corrado Gabriele           | PRC    | VEL/NGL  | Italien                | Ausgeschieden am 18. Juni 2006             |
| Pedro Guerreiro            | PCP    | VEL/NGL  | Portugal               | Nachgerückt am 13. Januar 2005             |
| Umberto Guidoni            | PCI    | VEL/NGL  | Italien                |                                            |
| Jacky Hénin                | PCF    | VEL/NGL  | Frankreich             |                                            |
| Jens Holm                  | V      | VEL/NGL  | Schweden               | Nachgerückt am 27. September 2006          |
| Sylvia-Yvonne Kaufmann     | Linke  | VEL/NGL  | Deutschland            | Übertritt zur SPE-Fraktion am 14. Mai 2009 |
| Jaromír Kohlíček           | KSCM   | VEL/NGL  | Tschechien             |                                            |
| Ole Krarup                 | N      | VEL/NGL  | Dänemark               | Ausgeschieden am 31. Dezember 2006         |
| Kartika Liotard            | SP     | VEL/NGL  | Niederlande            |                                            |
| Diamanto Manolakou         | KKE    | VEL/NGL  | Griechenland           |                                            |
| Helmuth Markov             | Linke  | VEL/NGL  | Deutschland            |                                            |
| Jiří Maštálka              | KSCM   | VEL/NGL  | Tschechien             |                                            |
| Mary Lou McDonald          | SF     | VEL/NGL  | Irland                 |                                            |
| Erik Meijer                | SP     | VEL/NGL  | Niederlande            |                                            |
| Willy Meyer Pleite         | IU     | VEL/NGL  | Spanien                |                                            |
| Luisa Morgantini           | PRC    | VEL/NGL  | Italien                |                                            |
| Roberto Musacchio          | PRC    | VEL/NGL  | Italien                |                                            |
| Athanasios Pafilis         | KKE    | VEL/NGL  | Griechenland           |                                            |
| Dimitrios Papadimoulis     | KKE    | VEL/NGL  | Griechenland           |                                            |
| Tobias Pflüger             | Linke  | VEL/NGL  | Deutschland            |                                            |
| Miguel Portas              | BE     | VEL/NGL  | Portugal               |                                            |
| Miloslav Ransdorf          | KSCM   | VEL/NGL  | Tschechien             |                                            |
| Sérgio Ribeiro             | CDU    | VEL/NGL  | Portugal               | Ausgeschieden am 11. Januar 2005           |
| Vladimír Remek             | KSCM   | VEL/NGL  | Tschechien             |                                            |
| Marco Rizzo                | PCI    | VEL/NGL  | Italien                |                                            |
| Esko Seppänen              | Vas    | VEL/NGL  | Finnland               |                                            |
| Jonas Sjöstedt             | V      | VEL/NGL  | Schweden               | Ausgeschieden am 26. September 2006        |
| Søren Bo Søndergaard       | N      | VEL/NGL  | Dänemark               | Nachgerückt am 1. Januar 2007              |
| Daniel Strož               | KSCM   | VEL/NGL  | Tschechien             |                                            |
| Eva-Britt Svensson         | V      | VEL/NGL  | Schweden               |                                            |
| Giorgos Toussas            | KKE    | VEL/NGL  | Griechenland           |                                            |
| Kyriacos Triantaphyllides  | AKEL   | VEL/NGL  | Zypern                 |                                            |
| Feleknas Uca               | Linke  | VEL/NGL  | Deutschland            |                                            |
| Paul Vergès                | PCF    | VEL/NGL  | Frankreich             |                                            |
| Sahra Wagenknecht-Niemeyer | Linke  | VEL/NGL  | Deutschland            |                                            |
| Francis Wurtz              | PCF    | VEL/NGL  | Frankreich             |                                            |
| Gabriele Zimmer            | Linke  | VEL/NGL  | Deutschland            |                                            |

## Fraktion Unabhängigkeit/Demokratie (Ind/DEM)
In der „Fraktion Unabhängigkeit/Demokratie“ sind 23 Mitglieder. Vorsitzende sind Nigel Farage und Jens-Peter Bonde.
| Name                   | Partei     | Fraktion | Nation                 | Anmerkung                        |
| ---------------------- | ---------- | -------- | ---------------------- | -------------------------------- |
| Filip Adwent           | LPR        | Ind/DEM  | Polen                  | † am 26. Juni 2005               |
| Gerard Batten          | UKIP       | Ind/DEM  | Vereinigtes Königreich |                                  |
| Bastiaan Belder        | CU         | Ind/DEM  | Niederlande            |                                  |
| Hans Blokland          | CU         | Ind/DEM  | Niederlande            |                                  |
| Godfrey Bloom          | UKIP       | Ind/DEM  | Vereinigtes Königreich |                                  |
| Graham Booth           | UKIP       | Ind/DEM  | Vereinigtes Königreich |                                  |
| Jens-Peter Bonde       | J          | Ind/DEM  | Dänemark               |                                  |
| Derek Roland Clark     | UKIP       | Ind/DEM  | Vereinigtes Königreich |                                  |
| Paul-Marie Coûteaux    | MPF        | Ind/DEM  | Frankreich             |                                  |
| Nigel Farage           | UKIP       | Ind/DEM  | Vereinigtes Königreich |                                  |
| Hélène Goudin          | Junilistan | Ind/DEM  | Schweden               |                                  |
| Georgios Karatzaferis  | LAOS       | Ind/DEM  | Griechenland           |                                  |
| Roger Knapman          | UKIP       | Ind/DEM  | Vereinigtes Königreich |                                  |
| Urszula Krupa          | LPR        | Ind/DEM  | Polen                  |                                  |
| Patrick Louis          | MPF        | Ind/DEM  | Frankreich             |                                  |
| Nils Lundgren          | Junilistan | Ind/DEM  | Schweden               |                                  |
| Michael Henry Nattrass | UKIP       | Ind/DEM  | Vereinigtes Königreich |                                  |
| Kathy Sinnott          | parteilos  | Ind/DEM  | Irland                 |                                  |
| Jeffrey Titford        | UKIP       | Ind/DEM  | Vereinigtes Königreich |                                  |
| Witold Tomczak         | LPR        | Ind/DEM  | Polen                  |                                  |
| Philippe de Villiers   | MPF        | Ind/DEM  | Frankreich             |                                  |
| John Whittaker         | UKIP       | Ind/DEM  | Vereinigtes Königreich |                                  |
| Wojciech Wierzejski    | LPR        | Ind/DEM  | Polen                  | Ausgeschieden am 6. Oktober 2005 |
| Thomas Wise            | UKIP       | Ind/DEM  | Vereinigtes Königreich |                                  |
| Vladimír Železný       | NEZÁVISLÍ  | Ind/DEM  | Tschechien             |                                  |

## Fraktion Identität, Tradition, Souveränität
Die Fraktion Identität, Tradition, Souveränität hatte 20 Mitglieder. Vorsitzender war Bruno Gollnisch. Die Fraktion wurde am 14. November 2007 aufgelöst.
| Name                             | Partei | Fraktion | Nation                 | Anmerkung |
| -------------------------------- | ------ | -------- | ---------------------- | --- |
| Daniela Buruiană Aprodu          | PRM    | ITS      | Rumänien               | Ausgeschieden am 9. Dezember 2007, Ehemals Fraktion Identität, Tradition, Souveränität (aufgelöst)                   |
| Philip Claeys                    | VB     | ITS      | Belgien                | Ehemals Fraktion Identität, Tradition, Souveränität (aufgelöst)                                                      |
| Koenraad Dillen                  | VB     | ITS      | Belgien                | Ehemals Fraktion Identität, Tradition, Souveränität (aufgelöst)                                                      |
| Bruno Gollnisch                  | FN     | ITS      | Frankreich             | Ehemals Fraktion Identität, Tradition, Souveränität (aufgelöst)                                                      |
| Carl Lang                        | FN     | ITS      | Frankreich             | Ehemals Fraktion Identität, Tradition, Souveränität (aufgelöst)                                                      |
| Jean-Marie Le Pen                | FN     | ITS      | Frankreich             | Ehemals Fraktion Identität, Tradition, Souveränität (aufgelöst)                                                      |
| Marine Le Pen                    | FN     | ITS      | Frankreich             | Ehemals Fraktion Identität, Tradition, Souveränität (aufgelöst)                                                      |
| Fernand Le Rachinel              | FN     | ITS      | Frankreich             | Nachgerückt am 22. Oktober 2004 für Chantal Simonot; Ehemals Fraktion Identität, Tradition, Souveränität (aufgelöst) |
| Jean-Claude Martinez             | FN     | ITS      | Frankreich             | Ehemals Fraktion Identität, Tradition, Souveränität (aufgelöst)                                                      |
| Eugen Mihăescu                   | PRM    | ITS      | Rumänien               | Ehemals Fraktion Identität, Tradition, Souveränität (aufgelöst)                                                      |
| Andreas Mölzer                   | FPÖ    | ITS      | Österreich             | Ehemals Fraktion Identität, Tradition, Souveränität (aufgelöst)                                                      |
| Viorica Pompilia Georgeta Moisuc | PRM    | ITS      | Rumänien               | Ausgeschieden am 9. Dezember 2007; Ehemals Fraktion Identität, Tradition, Souveränität (aufgelöst)                   |
| Ashley Mote                      | UKIP   | ITS      | Vereinigtes Königreich | Ehemals Fraktion Identität, Tradition, Souveränität (aufgelöst)                                                      |
| Alessandra Mussolini             | AS     | ITS      | Italien                | Ehemals Fraktion Identität, Tradition, Souveränität (aufgelöst)                                                      |
| Petre Popeangă                   | PRM    | ITS      | Rumänien               | Ausgeschieden am 9. Dezember 2007; Ehemals Fraktion Identität, Tradition, Souveränität (aufgelöst)                   |
| Luca Romagnoli                   | MSFT   | ITS      | Italien                | Ehemals Fraktion Identität, Tradition, Souveränität (aufgelöst)                                                      |
| Lydia Schenardi                  | FN     | ITS      | Frankreich             | Ehemals Fraktion Identität, Tradition, Souveränität (aufgelöst)                                                      |
| Cristian Stănescu                | PRM    | ITS      | Rumänien               | Ausgeschieden am 9. Dezember 2007; Ehemals Fraktion Identität, Tradition, Souveränität (aufgelöst)                   |
| Dimitar Stojanow                 | KA     | ITS      | Bulgarien              | bis 2007 Beobachter, seit 2007 Abgeordneter; Ehemals Fraktion Identität, Tradition, Souveränität (aufgelöst)         |
| Dessislaw Tschukolow             | KA     | ITS      | Bulgarien              | seit 2007; Ehemals Fraktion Identität, Tradition, Souveränität (aufgelöst)                                           |
| Slawtscho Binew                  | KA     | ITS      | Bulgarien              | seit 2007; Ehemals Fraktion Identität, Tradition, Souveränität (aufgelöst)                                           |
| Frank Vanhecke                   | VB     | ITS      | Belgien                | Ehemals Fraktion Identität, Tradition, Souveränität (aufgelöst)                                                      |

## Fraktionslose
Fraktionslos waren 12 Mitglieder.
| Name                        | Partei    | Fraktion     | Nation                 | Anmerkung                                                                      |
| --------------------------- | --------- | ------------ | ---------------------- | ------------------------------------------------------------------------------ |
| Jim Allister                | DUP       | Fraktionslos | Vereinigtes Königreich |                                                                                |
| Peter Baco                  | HZDS      | Fraktionslos | Slowakei               |                                                                                |
| Alessandro Battilocchio     | PS        | Fraktionslos | Italien                | war bis 2007 Mitglied des Nuovo PSI                                            |
| Irena Belohorská            | HZDS      | Fraktionslos | Slowakei               |                                                                                |
| Jana Bobošíková             | NEZÁVISLÍ | Fraktionslos | Tschechien             |                                                                                |
| Sylwester Chruszcz          | LPR       | Fraktionslos | Polen                  |                                                                                |
| Gianni De Michelis          | PS        | Fraktionslos | Italien                | war bis 2007 Mitglied des Nuovo PSI                                            |
| Maciej Marian Giertych      | LPR       | Fraktionslos | Polen                  |                                                                                |
| Roger Helmer                | Cons      | Fraktionslos | Vereinigtes Königreich |                                                                                |
| Robert Kilroy-Silk          | UKIP      | Fraktionslos | Vereinigtes Königreich | War bis zum 27. Oktober 2004 Mitglied der „Fraktion Unabhängigkeit/Demokratie“ |
| Sergej Kozlík               | HZDS      | Fraktionslos | Slowakei               |                                                                                |
| Hans-Peter Martin           | MARTIN    | Fraktionslos | Österreich             |                                                                                |
| Giovanni Rivera             | L’Ulivo   | Fraktionslos | Italien                | Nachgerückt am 25. Mai 2005                                                    |
| Chantal Simonot             | FN        | Fraktionslos | Frankreich             | Ausgeschieden am 30. September 2004                                            |
| László Tőkés                | parteilos | Fraktionslos | Rumänien               | Nachgerückt am 10. Dezember 2007                                               |
| Bernard Piotr Wojciechowski | LPR       | Fraktionslos | Polen                  | Nachgerückt am 26. Oktober 2005                                                |